# 谭道源
谭道源（1887年—1946年）又名谭逸如，湖南湘乡人。中华民国军事将领。

## 生平

### 追随蔡锷
谭道源早年因家贫无力升学，经伯父谭椿年引荐，1903年春考进湖南陆军兵目学堂。1905年夏，经蔡锷遴选，和同学岳森、雷飚等20多人到广西桂林筹办陆军学堂，谭道源任教官。1906年11月，加入中国同盟会（广西分部）。1911年，随蔡锷到昆明，历任云南陆军讲武堂训练员、新军第十九镇第三十七协机要参谋。不久，辛亥革命发生，谭道源参加蔡锷领导的云南起义（重九起义），在蔡锷的“大中华国云南都督府”担任机要参谋。1915年12月袁世凯称帝，谭道源参加组建云南护国军。1916年1月随蔡锷率部入四川，接连取胜。1916年7月，任四川督军署上校电报局局长。

### 追随孙中山
1923年，孙中山从湖南请来谭延闿、谭道源。据谭道源之子谭兴杭说，孙中山认为和谭道源同辈，自己叫孙逸仙，便让谭道源叫谭逸如。1923年8月，奉孙中山之命，谭道源随谭延闿反赵恒惕，援粤驱陈（陈炯明）。1923年12月，升任建国湘军第三军师长。1924年1月，出席在广州召开的中国国民党第一次全国代表大会，赞成国共合作。1925年1月，建国湘军在广东南雄整编，谭道源任广州襄办湘军讲武堂整理处副监兼教育部部长，邓中夏、方维夏任政治教员，毛泽东任语文教员。谭道源与妻子和两个孩子住在广州天字码头一栋四层楼的顶层。白天，妻子到宋庆龄办的第一届妇女识字班学习，她缠足的小脚就是宋庆龄叫她放开的。毛泽东未携家眷到广州，单身住在讲武堂宿舍，每日上完课便随谭道源乘一辆黑色小轿车到谭道源家用餐。因同为湖南人，都讲湘乡土话，便以兄弟相称，谭道源为兄，毛泽东为弟。

### 从北伐到内战
1926年7月9日，国民革命军八个军从广东分成西、中、东三路北伐，目标为会师南昌。西路出广东经湖南赴湖北武汉，中路从广东入江西，东路入福建、浙江。国民革命军第二军属中路。谭延闿为国民革命军第二军军长，谭道源为国民革命军第二军第五师师长兼南雄守备司令，中国共产党党员方维夏（别名“竹雅”）为第五师党代表。谭道源驻军广东南雄、始兴，1926年9月1日出发经南雄梅岭入江西。曾效命廣東革命政府及孫中山後改投吳佩孚陣營的赣南军阀杨池生、杨如轩师闻风逃走。谭道源、方维夏率第五师沿赣江西岸北上，北洋军阀蒋镇臣在吉安集结的防守兵力万余人，兵力仅三千人的第五师一举攻克吉安新滏、丰城等地，击溃蒋镇臣。次日，第五师追击蒋镇臣。时值南昌之乱，禁止溃兵入南昌城，蒋镇臣残部遂在南昌城外全部缴械投降。第五师由此名声大震。此后，1926年11月8日，第五师协同友军攻克南昌，1927年3月23日协同闽浙友军及程潜江右军攻克南京。第五师开到鄱阳时，举办五师阵亡将士追悼会，谭道源亲撰挽词：“偏师逾岭，时时战战兢兢，尔多士恐后争先，十万贼兵如兔鼠；大众焚香，处处跄跄济济，予小子抚今思昔，一声鼙鼓又东南”。
1929年2月，谭道源任陆军第五十师师长。1930年11月在柳河奉蒋介石之命，率部赴江西配合张辉瓒第18师围剿中国工农红军。12月28日，张辉瓒率师部及两个旅冒进龙岗，遭红军伏击，全师九千人被歼灭，张辉瓒被俘虏后砍死。谭道源怕红军进攻，命各团在夜间分别取捷径撤往东韶。1931年1月3日，谭道源师被红军围攻，打死团长一人、营长多人，师部逃跑。到抚州收容时，损失近二千支步枪。但蒋介石仅拨整补费5万元，谭道源自此对蒋介石若即若离，部队整编后便辞去师长一职。1931年夏，谭道源被蒋介石任命为第22军军长，辖三个师，但一切军事统归蒋介石，由何应钦直接指挥，谭道源只是挂名军长，无权过问部队。

### 抗日名将
1937年7月抗日战争爆发后，淞沪会战吃紧，蒋介石任命谭道源为第10军团军团长，命他速率第18师、第45师，抽调老兵三千多人驰赴上海。此次战役中，第45师伤亡很大。
1938年春，台儿庄战役发生。谭道源率第50师参加鲁南兵团孙连仲部，归汤恩伯指挥，后来谭道源任第22军中将军长。抵达前线后，谭道源率部加入禹王山、下邳一线。5月10日进入阵地之后，同日军激烈战斗，这场阻击战阻滞了日军矶谷师团南下合围，掩护了中方主力跳出包围。此后，谭道源同汤恩伯失去联系，汤恩伯已撤走，防线出现大缺口，第22军左翼完全暴露。日军以飞机8架、坦克7辆、装甲车90辆及大批步骑兵，将第22军退路截断。谭道源的白马被炸死，谭道源欲举枪自杀，被身边人将枪夺走。
1938年5月20日，谭道源率残部且战且退，一行六、七十人在麦田行进时，被追来的日军铃木快速部队发现，日军用装甲车火力扫射一个多钟头，副师长彭璋、参谋周自元等全部阵亡。日军离开后，仅谭道源及军参谋长李家白两人从尸堆中爬出。一周多后，两人被某乡自卫队队员发现，误认为是汉奸，捆绑押到区公所，谭道源提出与江苏省主席韩德勤通电话，韩德勤即命区长将两人送往淮阴。到淮阴后，谭道源向韩德勤借路费，经连云港乘船到上海、香港，最终回到湖南。1938年7月，谭道源返抵长沙，随即电告蒋介石辞去军职。
1946年8月2日，谭道源病逝于长沙市。
2005年，获中央颁发“抗日战争60周年纪念”金章及慰问金。